# Котельников, Леонид Иванович
Леонид Иванович Котельников (1895—1941) — советский военачальник, генерал-майор (1940).

## Биография
Родился 21 августа 1895 года в деревне Нохтуйск Олекминского округа Якутской области в семье крестьянина. Русский. Окончил Иркутскую губернскую гимназию в 1915 году. В этом же году поступил в Петроградский университет.
С марта 1916 года служил в Русской императорской армии. Окончил 1-ю Петергофскую школу прапорщиков в 1916 году. Проходил службу младшим офицером в 22-м Сибирском запасном полку, затем в 264-м запасном полку. Участвовал в Первой мировой войне с августа 1917 года, когда был направлен младшим офицером в состав 3-го Туркестанского стрелкового полка и в нём воевал на Западном фронте. В этом же полку также был членом и затем председателем полкового солдатского комитета. В декабре 1917 года подпоручик Котельников был демобилизован. 
Вернулся в Якутию, работал в золотодобывающей артели на реке Горбыллах. В октябре 1918 года был призван в Белую армию (с декабря — армия адмирала А. В. Колчака), с декабря служил в Киренской местной войсковой команде, затем в 54-м запасном полку в Иркутске. Участвовал в Гражданской войне с 23 декабря 1919 года, когда в ходе вспыхнувшего в Иркутске антиколчаковского восстания Политцентра рабочих и солдат, в районе станции Батарейная подпоручик Л. И. Котельников во главе своей роты перешёл на сторону восставших и участвовал в боях по овладению Иркутском. После победы восстания вместе со всеми повстанческими отрядами вошел в Народно-революционную армию (НРА). 
В начале февраля 1920 года НРА вошла в состав Красной Армии, где Котельников был назначен командиром роты в 54-м Сибирском стрелковом полку, вскоре повышен до командира батальона. С апреля 1920 года командовал батальоном 15-го стрелкового полка, в августе 1920 года стал командиром полка. С июня 1921 года временно командовал 4-й стрелковой бригадой, в июле назначен командиром 15-го Амурского стрелкового полка. В связи с многочисленными реорганизациями красных войск и войск Дальневосточной республики в июле 1921 года стал командиром 6-го Амурского стрелкового полка (в который был переформирован 15-й Амурский полк), а с сентября 1921 года — командир 1-го стрелкового полка 1-й Читинской стрелковой бригады. В октябре 1922 года несколько полков были опять объединены, и Котельников стал помощником командира и временно исполняющим должность командира 5-го Амурского стрелкового полка 2-й Приамурской стрелковой дивизии. В 1920-1922 годах воевал против войск атамана Г. М. Семенова, против войск японских интервентов в Забайкалье, против войск генерала М. К. Дитерихса. Участвовал в Спасской и в Волочаевской операциях, в походе против экспедиционных войск генерала Меркулова, во взятии красными войсками Владивостока. В бою на реке Уссури был ранен. За отличия в боях Гражданской войны в Сибири и на Дальнем Востоке награждён двумя орденами Красного Знамени.
С мая 1924 года командир 108-го стрелкового полка 36-й стрелковой Забайкальской дивизии 5-й армии. С марта 1925 года — командир 105-го Ленинградского стрелкового полка 35-й стрелковой Сибирской Краснознаменной дивизии Сибирского военного округа. В этой должности участвовал в боях на КВЖД в 1929 году, в которых полк под его командованием особо отличился в боях под Чжалайнором 17—18 ноября 1929 года. За эту операцию приказом по Особой Краснознамённой Дальневосточной армии от 3 марта 1930 года Л. И. Котельников был награждён своим третьим орденом Красного Знамени. Это был исключительно редкий случай, таких трижды кавалеров в СССР было всего несколько десятков человек.  
Окончил Стрелково-тактические КУКС РККА «Выстрел» им. Коминтерна (1929). С августа 1931 года был преподавателем факультета механизации и моторизации Военно-технической академии РККА им. Ф. Э. Дзержинского. Когда в мае 1932 года на базе этого факультета была создана Военная академия механизации и моторизации РККА (с 1933 г. — имени И. В. Сталина), то Л. И. Котельников был переведён в неё руководителем по кафедре тактики. С декабря 1936 года служил в Военной академии РККА им. М. В. Фрунзе: руководитель кафедры общей тактики, с октября 1938 — старший преподаватель кафедры автобронетанковых войск, с января 1941 — начальник кафедры тактики автобронетанковых войск. Приказом по академии от 26 марта 1938 года утвержден в ученом звании ассистент, с апреля 1938 — доцент. 

В марте 1931 года фигурировал в спецдонесении Особого отдела ОГПУ при СНК СССР И. В. Сталину:
Комполка 105-го - Котельников, белый офицер. Среди начсостава ведет такие разговоры: «Почему партия не изменит свою политику в сторону укрепления экономики страны. Выход из создавшегося положения указывали Бухарин и Рыков. Этот выход был вполне обоснован, но почему-то часть видных работников уперлась, как бараны в стену» и т.д.
Участник Великой Отечественной войны. Будучи преподавателем Военной академии РККА им. М. В. Фрунзе, написал рапорт об отправке на фронт, и в начале июля 1941 года был назначен командиром 1-й Московской стрелковой дивизии народного ополчения, которой командовал с 18.07.1941 по 15.08.1941 в составе 33-й армии Западного фронта. Дивизия вела тяжелые оборонительные бои в ходе Смоленского сражения, удерживая фронт под Спас-Деменском. 15 августа её переименовали в 60-ю стрелковую дивизию, она была передана в Резервный фронт. В начале битвы за Москву, в ходе немецкого наступления под кодовым наименованием «Тайфун» под Рославлем дивизия попала в окружение. Среди вышедших из окружения Л. И. Котельникова не оказалось.
Точное место гибели и захоронения не установлено. Погиб 6 октября 1941 года у д. Всходы Угранского района Смоленской области. Согласно донесениям ГУК НКО — пропал без вести в октябре 1941 г. По другим данным, числится пропавшим без вести с 6 октября, или даже с июля 1941 года. Но это явная ошибка, так как по свидетельствам вышедших из окружения командиров, 7 и 8 октября генерал Котельников был жив и активно руководил организацией прорыва дивизии из окружения.
В музее города  Олёкминск имеются фотографии Л. И. Котельникова.

## Воинские звания
- Полковник — 1936;
- Комбриг — 13 февраля 1937;
- Генерал-майор — 4 июня 1940.

## Награды
- Три ордена Красного Знамени (12.06.1923, 16.10.1923, 22.02.1930)[4]
- Орден Отечественной войны 1-й степени (6.05.1965, посмертно)
- Юбилейная медаль «XX лет Рабоче-Крестьянской Красной Армии» (22.02.1938)

## Источник
- Великая Отечественная. Комдивы [Текст] : военный биографический словарь : в 5 т. / Д. А. Цапаев (рук.) и др. ; под общ. ред. В. П. Горемыкина. — М. : Кучково поле, 2011. — Т. 1. — С. 690-692. — 736 с. — 200 экз. — ISBN 978-5-9950-0189-8.
- Герои Гражданской войны // Военно-исторический журнал. — 1986. — Январь (№ 01). — С. 82—87. — ISSN 0321-0626.